# Parapoynx nivalis
Parapoynx nivalis là một loài bướm đêm trong họ Crambidae.